# Passiflora nipensis
Passiflora nipensis là một loài thực vật có hoa trong họ Lạc tiên. Loài này được Britton mô tả khoa học đầu tiên năm 1917.